# صدقة (عبرية)

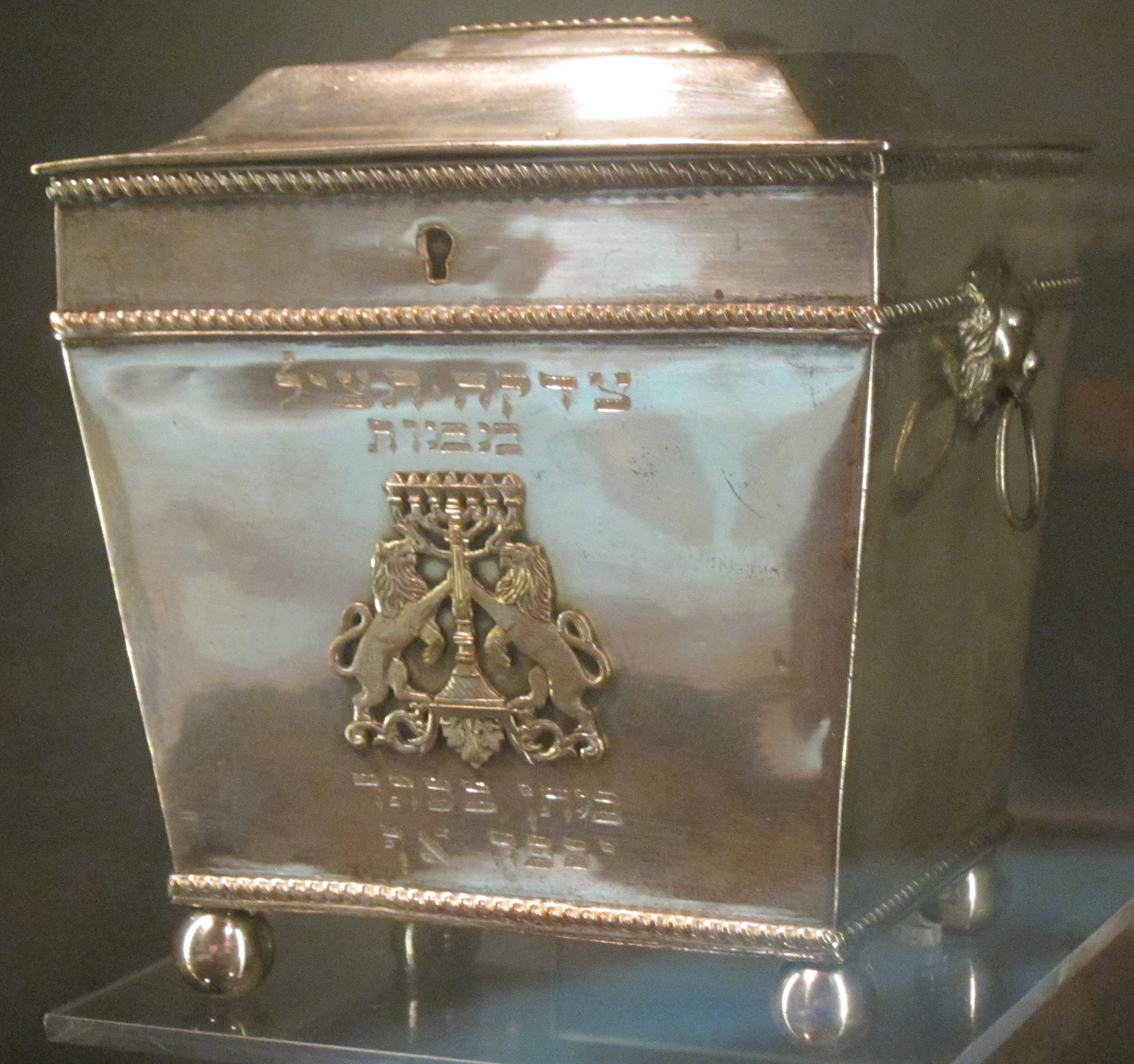

صدقة (بالعبري: צדקה أو الإنجليزي: Tzedakah) هي كلمة عبرية تعني «البر»، ولكنها تستخدم عادةً للدلالة الخيرية. يختلف مفهوم «الصدقة» هذا عن المفهوم الغربي الحديث لل«الصدقة». يُفهم الأخير على أنه فعل عفوي لحسن النية وعلامة على الكرم، في حين المصطلح العبري «صدقه» يعبر عن واجب أخلاقي.
تشير كلمة «صدقه» إلى الإلتزام الديني بفعل الصواب والعدل، وهو ما تؤكده اليهودية على أنه جزء مهم من عيش الحياة الروحية، على عكس العمل الخيري التطوعي، يُنظر إلى كلمة صدقه على أنه إلتزام ديني يجب القيام به بغض النظر عن الوضع المادي للفرد، وبالتالي فهو إلزامي حتى لمن لديهم موارد مالية محدودة. تُعتبر الصدقة أحد الأفعال الثلاثة الرئيسية التي يُمكن أن تؤثر إيجابًا على أمر سماوي غير مرغوب.
كلمة صدقه تقوم على أساس العبرية، وهذا يعني البر والعدالة. على الرغم من أن الكلمة تظهر 157 مرة في النص الماسوري للكتاب المقدس العبري، عادةً فيما يتعلق بالبر في حد ذاته، فإن إستخدامها كمصطلح «للأعمال الخيرية» بالمعنى الوارد أعلاه هو ما اعتمدته اليهودية الربانية في زمن التلمود.
في العصور الوسطى تصور موسى بن ميمون تسلسلًا هرميًا من ثمانية مستويات من الصدقة، حيث يكون أعلى شكل هو تقديم هدية أو قرض أو شراكة ستؤدي إلى إكتفاء المتلقي ذاتيًا بدلًا من العيش على الأخرين. من وجهة نظره فإن ثاني أعلى شكل من أشكال الصدقة هو تقديم التبرعات دون الكشف عن هويتهم إلى مستلمين مجهولين.

## السوابق في إسرائيل القديمة
يُعلم الكتاب المقدس العبري وجوب مساعدة المحتاجين لكنه لا يستخدم مصطلحًا واحدًا لهذا الإلتزام. تم ذكرمصطلح الصدقة 157 مرة في النص الماسوري، وكان عادةً يتعلق بالبر بحد ذاته، عادةً بصيغة المفرد، ولكن أحيانًا يشار إليه بصيغة الجمع، ويتعلق بأعمال الخير.

## التحرير في الأدب الحاخامي من العصور الكلاسيكية والوسطى
في الأدب الحاخامي الكلاسيكي قيل أن اللوائح الكتابية المتعلقة ببقايا الطعام تنطبق فقط على حقول الذرة والبساتين ومزارع الكروم، وليس على حدائق الخضروات. كان الكتاب الحاخاميون الكلاسيكيون أكثر صرامة فيما يتعلق بمن يمكنه استلام الرفات، وذكر أنه لم يُسمح للمزارع بالإستفادة من النتوءات، ولم يُسمح له بالتمييز بين الفقراء، ولا محاولة إخافتهم بالكلاب أو الأسود. لم يُسمح للمزارع حتى بمساعدة أحد الفقراء بجمع البقايا. ومع ذلك قيل أيضًا أن القانون لا ينطبق إلا في كنعان (تلمود القدس 2 : 5)، على الرغم من أن العديد من الكتاب الحاخامين الكلاسيكيين الذين كانوا في بابل قد لاحظوا القوانين هناك، كما كان يُنظر إليه على أنه ينطبق فقط على الفقراء اليهود، ولكن سُمح للفقراء غير اليهود بالإستفادة من أجل السلم الأهلي.
يسرد موسى بن ميمون ثمانية مستويات من العطاء كما هو مكتوب في هلكهوت، (قوانين حول العطاء للفقراء) الفصل 10 : 7-14 :
1- منح قرض بدون فوائد للمحتاج، تكوين شراكة مع شخص محتاج، إعطاء منحة لشخص محتاج، العثور على وظيفة لشخص محتاج، طالما أن ذلك القرض أو المنحة أو الشراكة أو الوظيفة يؤدي إلى توقف الشخص عن العيش بالإعتماد على الأخرين.
2- إعطاء صدقه مجهولة إلى محتاج مجهول عن طريق شخص أو صندوق عام موثوق به وحكيم يمكنه أداء أعمال الصدقة بطريقة لا تشوبها شائبة.
3- إعطاء صدقة مجهولة إلى مستلم معروف.
4- إعطاء صدقة معروفة إلى متلقي مجهول.
5- إعطاء الصدقة قبل أن يُسأل.
6- العطاء الكافي بعد أن يطلب منه ذلك.
7- العطاء عن طيب خاطر، ولكن بشكل غير كافي.
8- العطاء «في الحزن» (العطاء بدافع الشفقة): يُعتقد أن موسى بن ميمون كان يشير إلى العطاء بسبب المشاعر الحزينة التي قد يشعر بها المرء عند رؤية المحتاجين (على عكس العطاء لأنه واجب ديني)، ترجمات أخرى تقول «العطاء غير راغب».

## في التمرين
في الممارسة العملية يقوم معظم اليهود بتنفيذ الصدقة من خلال التبرع بجزء من دخلهم للمؤسسات الخيرية، أو للمحتاجين الذين قد يواجهونهم. التصور السائد بين العديد من يهود العصر الحديث هو أنه إذا كان التبرع بهذا الشكل غير ممكن، فإن الإلتزام بالصدقة لا يزال يتطلب تقديم شيء ما، يمارس اليهود التقليديون عادةً «المعصر كسافيم»، حيث يقومون بدفع 10٪ من دخلهم لإعالة المحتاجين.
يتم تنفيذ أعمال الصدقة الخاصة في الأيام الهامة مثل حفلات الزفاف، عادة ما يتبرع العرسان والعرائس اليهود للأعمال الخيرية كرمز للطابع المقدس للزواج. وفي عيد الفصح وهو عطلة رئيسية في التقاليد اليهودية، من المعتاد الترحيب بالغرباء الجياع وإطعامهم على المائدة. وفي عيد الفور يُعتبر إلزامًا على كل يهودي أن يقدم الطعام لشخص آخر ، وهدايا لشخصين مساكين على الأقل، بمبلغ يعادل وجبة كل منهما بغرض زيادة السعادة الكلية أثناء شهر.
أما بالنسبة للصيغة الأكثر محدودية من الصدقة التي تم التعبير عنها في قوانين الكتاب المقدس، أي ترك مقتطفات من محاصيل معينة. ومع ذلك ترى إسرائيل الحديثة يصر حاخامات اليهودية الأرثوذكسية على أن اليهود يسمحون للفقراء والغرباء باستهلاك المحصول.
بالإضافة إلى ذلك يجب على المرء أن يكون حريصًا جدًا بشأن كيفية صرف الأموال التي تتصدق بها، لا يكفي إعطاء أي شخص أو منظمة، بدلاً من ذلك يجب على المرء أن يتحقق من أوراق إعتمادهم وأموالهم للتأكد من أن أموال الصدقة الخاصة بك سيتم استخدامها بحكمة وكفاءة وفعالية. معنى «لا تسرق من فقير فهو فقير» (أمثال 22:22) وتفسيرات العصر التلمودي، بما في ذلك عدد ربّا 5 : 2، هو أن المال لم يكن ملكك أصلاً. بل هي دومًا لله الذي يأتمنك عليها لتستخدمها بشكل صحيح، ومن ثم فأنت ملزم بضمان أن يستقبلها من يستحقها.
اعتبر جاوون اوف فالنا أن إعطاء الصدقة لجميع أصحاب المنازل في مدينتنا مع الإعفاء الضريبي، كانت فيلنا بسبب نزاهتها وحكمتها، أسطورية لقدرتها على مساعدة الأشخاص الذين يواجهون المشاكل، على الرغم من أنها وزوجها لم يكونا أثرياء، بمساعدة ذاكرتها الهائلة تمكنت من لمس الأشخاص المناسبين في الوقت المناسب لمساعدة الأفراد طوال حياتها، وكثير منهم جاؤوا لرؤيتها كقديس لم يجد لها المال فحسب، بل قدم لها أيضًا بركات خاصة مرافقة هداياها الخيرية. كما ساعدت في تمويل مصلى مخصص للأعمال الخيرية للمحتاجين كان يُعرف باسمها بالعامية، في حياتها أصبح يُنظر إليها على أنها قديسة بينما كان يتم إحياء ذكرى وفاتها بطرق عادةً ما تكون مخصصة للشخصيات الدينية، وغالبًا ما كانت صورتها معلقة بجانب جاوون في منازل يهود فيلنا.

## مفهوم مشابه في الإسلام
النظير الأساسي في الإسلام هو الزكاة، حيث يشير ذلك إلى الفريضة الدينية على أساس أولئك المسلمين الذين يستوفون معايير الثروة اللازمة.

## أمثلة
- كيس صدقة والعملات المعدنية على حشوة تشبه الفراء.
- صندوق صدقة على شاهد قبر يهودي، مقبرة يهودية في أوتوك.
- صندوق صدقة على شاهد قبر يهودي، مقبرة يهودية في بابنهايم.
- صندوق جمع بوشكي، الصندوق الأزرق للصندوق القومي اليهودي كان يجمع التبرعات من أجل إقامة الدولة في السنوات الأولى.